# Георги Вълканов
Георги (Гоно) Вълканов, наречен Мъската или Мяската (диал. мулето), е български революционер, деец на Вътрешната македоно-одринска революционна организация и на Вътрешната македонска революционна организация.

## Биография
Георги Вълканов е роден през 1891/1892 или 1897 година в град Гумендже, тогава в Османската империя, днес в Гърция. Присъединява се към ВМОРО и става четник при Ичко Димитров.
По време на Балканската война е доброволец в Македоно-одринското опълчение, в Първа отделна партизанска рота, четата на Иван Пальошев, четата на Ичко Димитров и Трета рота на Петнадесета щипска дружина
След 1919 година е войвода на ВМРО в Дойранско. В края на 1926 година влиза в четата на Христо Гърчишки, която бомбардира жп линията за Солун при Клисура. Убит е на 8 октомври 1933 година на Каймакчалан в сражение със сръбска войска.